# Fontignano
Fontignano is een plaats (frazione) in de Italiaanse gemeente Perugia.
In de kapel van Fontignano ligt de beroemde schilder Pietro Vannucci, beter bekend als Perugino, (geboren Città della Pieve, ca. 1450) begraven.  